# Incarvillea himalayensis
Incarvillea himalayensis là một loài thực vật có hoa trong họ Chùm ớt. Loài này được Grey-Wilson mô tả khoa học đầu tiên năm 1998.